# Alfred Duméril
Alfred Duméril est un historien français né le 20 février 1825 et mort le 16 août 1897.

## Biographie
Entré à l'École normale en 1843, il majore l'agrégation d'histoire et géographie en 1846.
En 1874 il est nommé professeur à la Faculté des lettres de Toulouse, en 1880 il est élu doyen de cette faculté, fonction qu'il occupe jusqu'en 1892.
Il est le père d'Henri Duméril professeur d'anglais à la Faculté des lettres à partir de 1892.